# Veli Pržnjak
Koordinati:   42°54′16″N, 16°41′43″E
Veli Pržnjak je majhen nenaseljen otoček v Jadranskem morju. Pripada Hrvaški.
Veli Pržnjak leži okoli 3,5 km jugovzhodno od zaselka Sv. Petar ,  na otoku Korčuli, nasproti otočka Zvirinovik, od katerega je oddaljen okoli 2 km, njegova površina meri 0,204 km². Dolžina obalnega pasu je 2,26 km. Najvišji vrh na otočku doseže višino 25 mnm.